# Pemagatshel

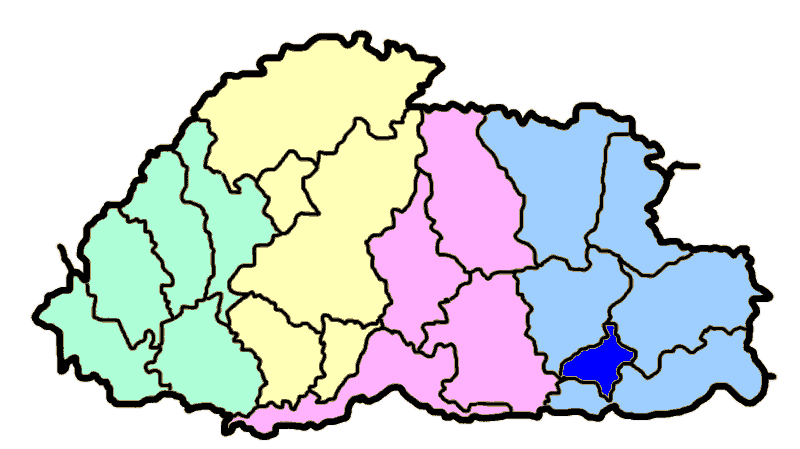
Localização de Pemagatshel no Butão (azul destacado)

Pemagatshel (Djongkha: པདྨ་དགའ་ཚལ་རྫོང་ཁག་) é um dos 20 distritos do Butão.